# Ежевика армянская
Ежевика армя́нская (лат. Rúbus armeníacus) — вид растений родом из Армении, входящий в род Рубус семейства Розовые (Rosaceae). Вместе с близкородственными видами ежевикой ранней (Rubus praecox) и ежевикой вязолистной (Rubus ulmifolius) относится к видам, включаемым в группу Rubus fruticosus в широком смысле.

## Ботаническое описание
Листопадный кустарник, плети достигают 1—2 м в длину, с крепкими шипами.
Листья на более длинных черешках, чем у ежевики вязолистной, состоят из 3—5 неравных листочков, каждый из которых с тупозубчатым краем, ярко-зелёный.
Цветки до 2 см в диаметре. Чашечка состоит из пяти отогнутых чашелистиков, с обеих сторон опушённых. Венчик очень бледно-розоватый.
Плод сравнительно больших размеров, чёрного цвета.
Набор хромосом — 2n = 28.

## Ареал
Родина ежевики — Армения, однако в дикой природе в этом регионе растение неизвестно.
Натурализовалась в Центральной и Северной Европе, на северо-западе Северной Америки, в Австралии и Новой Зеландии. Впервые интродуцирована в Германию в 1837 году, в Северную Америку — в 1885 году, в Новую Зеландию — ранее.

## Значение
В Британской Колумбии и Калифорнии является опасным инвазивным видом, вытесняя местные виды ежевики и скрещиваясь с ними. Некоторое время назад была наиболее часто выращиваемым как плодовый кустарник видом ежевики и в Европе, и в Северной Америке. Впоследствии заменена менее сладкой, однако лишённой шипов ежевикой разрезной.

## Таксономия

### Синонимы
- Rubus discolor auct.
- Rubus hedycarpus subsp. armeniacus (Focke) Erichsen, 1931
- Rubus hedycarpus var. armeniacus (Focke) Focke, 1914
- Rubus macrostemon f. armeniacus (Focke) Sprib., 1906
- Rubus procerus auct.